# Château de Marzac
Le château de Marzac est un château français implanté sur la commune de Tursac dans le département de la Dordogne, en région Nouvelle-Aquitaine.
Il fait l'objet de deux protections au titre des monuments historiques.

## Localisation
Le château de Marzac se situe dans le sud-est du département de la Dordogne, en Périgord noir, un kilomètre au sud-ouest du bourg de Tursac. Établi sur une hauteur à l'intérieur d'un méandre, sur la rive opposée à l'abri de la Madeleine, il surplombe la Vézère d'une soixantaine de mètres. C'est une propriété privée.

## Historique

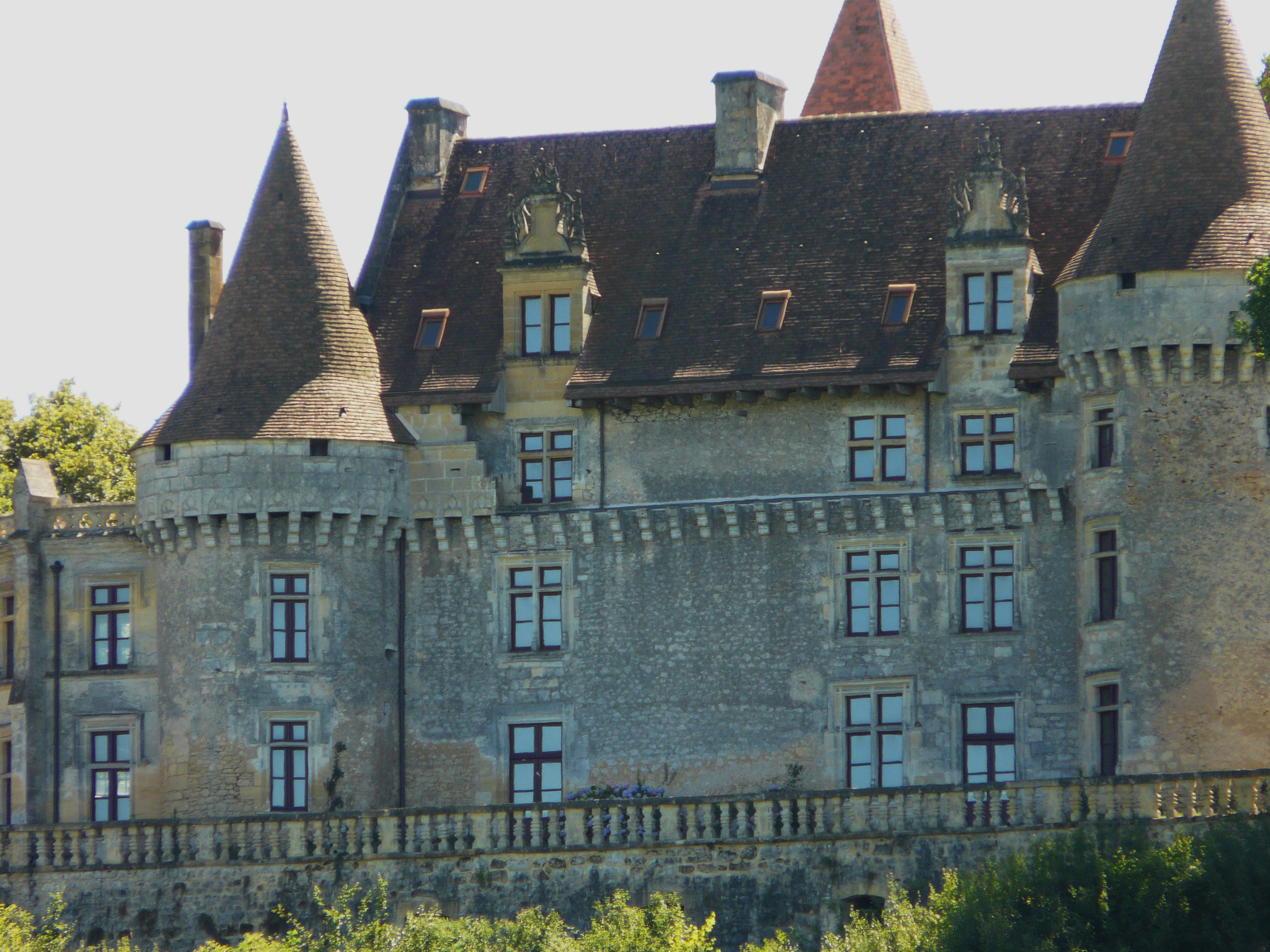
La façade nord-est du château de Marzac.

Avec le château du Petit-Marzac — dont il subsiste des ruines — situé au-dessus de l'abri de la Madeleine, le repaire de Marzac contrôlait la navigation sur la Vézère. Il doit son nom à la famille de Marzac qui occupait le site au XIIIe siècle, le premier mentionné étant Guichard de Marzac (ou de Marzi) qui en 1294 envoie une lettre au bailli de Sarlat.
Lors de la guerre de Cent Ans, le repaire passe sous domination anglaise, puis française. En 1420, les habitants de Sarlat et le sénéchal de Périgord s'emparent du repaire.
Le château actuel est bâti au XVe siècle et des constructions ont été ajoutées ultérieurement : une chapelle au XVIe siècle et un grand pigeonnier au XVIIe siècle.
Au XVe siècle, Marzac est la propriété de la famille de Campniac : Hélie de Campniac est seigneur de Marzac et de l'Herm. Marzac passe ensuite à son fils Hébrard qui transmet l'héritage à son propre fils François, qui le perd au profit de la maison de Roffignac à la suite d'un décret. Christophe de Roffignac (mort en 1572) est seigneur de Couzages et de Marzac.
Le château a appartenu à Marie-Madeleine Bart (1697-1781), petite-fille du célèbre corsaire Jean Bart, qui s'est mariée en 1732 avec Marc de la Barthe (1707-1787). En 1756, leur fille Marie de la Barthe de Thermes épouse François de Carbonnier (1727-1802), qui devient marquis de Marzac.
En 1865, le domaine passe dans la famille de Fleurieu à la suite du mariage de Marie Marguerite Carbonnier de Marzac avec Henri de Fleurieu (1828-1897).
En juin 1915, le propriétaire du château, le comte Alphonse Claret de Fleurieu, fait installer les peintres japonais Foujita et Kawashima dans la maison forte de Reignac puis, au départ de Kawashima à l'automne suivant, accueille Foujita dans son château, que le peintre va quitter en février 1916.
En 1987, il est acheté par une famille danoise. Celle-ci est représentée par une société britannique qui pour améliorer le domaine a contracté une importante créance auprès d'une banque luxembourgeoise. Devant les impayés, la banque a fait mettre aux enchères le domaine en mars 2018. Personne ne s'étant porté acquéreur, cette banque est devenue propriétaire du domaine.
Propriétaire du château de Bridoire à Ribagnac, la famille Guyot achète le château de Marzac en septembre 2019 pour le restaurer et envisage son ouverture au public au 1er juillet 2020 sous forme de jeu d'évasion. Ce projet souffre néanmoins de la pandémie de Covid-19, même si en 2020, le rez-de-chaussée et le premier étage sont restaurés. Le château était inhabité depuis trois décennies.

## Protection
Le château est inscrit au titre des monuments historiques en deux périodes, d'abord le 13 mars 1963 pour les vestiges du cloître, puis le 15 mars 1991 pour la chapelle, le pigeonnier et les deux bâtiments qui lui sont accolés, la terrasse et ses murs de soutènement, le jardin avec clôture et bassin, ainsi que les façades et toitures du château et des communs.

## Architecture
Aux angles du logis rectangulaire s'élèvent quatre tours circulaires. La façade principale est orientée au nord-est, en direction du bourg de Tursac. Une tour d'escalier carrée a été ajoutée contre la façade sud-ouest, à égale distance des deux tours d'angle. La tour sud abrite une chapelle qui a été utilisée comme chapelle funéraire. La majeure partie de l'édifice est couronnée de mâchicoulis et de chemins de ronde. Les façades sont percées de fenêtres à meneaux.
Initialement, le château était entouré de douves, qui ont été comblées. Donnant au nord-est sur le précipice qui dévale vers la Vézère, la cour en terrasse est en partie bordée au nord-ouest et au sud-ouest de communs. À une centaine de mètres à l'ouest-nord-ouest du logis se trouve un pigeonnier rond. Au sud-ouest, au-delà des communs, s'étend un jardin à la française orné d'un bassin en son centre.
En 2018, outre les éléments précédemment décrits, le domaine se compose également de granges, de neuf maisons avec piscine et d'un terrain de 288 hectares couvert de bois ou de terres agricoles.

## Cinéma
En 2023, certaines scènes de la série télévisée Fortune de France ont été tournées au château de Marzac.